# Xã North Coventry, Quận Chester, Pennsylvania
Xã North Coventry (tiếng Anh: North Coventry Township) là một xã thuộc quận Chester, tiểu bang Pennsylvania, Hoa Kỳ. Năm 2010, dân số của xã này là 7.866 người.